# Nokotin sivček
Nokotin sivček (znanstveno ime Erynnis tages) je dnevni metulj iz družine debeloglavčkov, ki je razširjena po Evropi, preko Male Azije in osrednje Azije do Poamurja. Najbolj mu ustrezajo odprti travniški habitati do nadmorske višine okoli 2000 metrov.

## Opis
Razpon kril odraslega metulja je 23 do 27 mm, v Sloveniji pa so ti metulji aktivni od aprila do junija in od julija do septembra v dveh generacijah. Gosenice se prehranjujejo na rastlinah iz rodu nokota (Lotus) in na navadni podkvici (Hippocrepis comosa). V krajih s hladnejšim podnebjem in na višjih nadmorskih višinah se pojavlja le po ena generacija metuljev letno. 
Krila in telo so pretežno temnorjave barve, ki pa je spremenljiva. Zgornja stran sprednjih kril je sivorjavo marmorirana, zgornja stran zadnjih kril pa temneje rjava. Ob zunanjem robu zgornje in spodnje strani kril poteka sklenjena linija majhnih belih pikic. Samec se od samice loči predvsem po tem, da ima ob kostalni žili na zgornji strani sprednjih kril ozek žleb dišavnih dlačic.
Običajno ti metulji počivajo na zemljenih in peščenih tleh. Ob suhih in vročih dneh pa se pogosto zadržujejo ob vodi. Samice odlagajo jajčeca posamično na liste gostiteljske rastline, gosenice pa si nato v zavetju lista naredijo svilen kokon, ki jim služi kot zatočišče. Prezimijo v večjem kokonu, spomladi pa se zabubijo.